# 公共電話卡 (中華民國)
公共電話卡是中華民國（台灣）專門使用的公共電話卡，共三版。
第一版本，橫式，由交通部電信總局發行，有提供扣款額度給予紀錄。
第二版本，橫式，由交通部電信總局與中華電信發行，有提供扣款額度給予紀錄。
自1993年起，第三版本，IC卡，由交通部電信總局與中華電信發行，卡片上有儲存晶片，無提供扣款額度。2006年，光學卡式公用電話機TK-123(第一、二版)正式走入歷史。

## 購買
統一超商、全家便利商店、OK超商、萊爾富便利商店各店，中華電信各地服務中心均有販售。

## 面額
有100、210、320不等。

## 費率
國內通信服務
| 項目             | 費率（新臺幣） | 費率（新臺幣） |
| 項目             | 一般時段       | 減價時段       |
| 撥接市內電話     | 1元／1分鐘     | 1元／1分鐘     |
| 撥接國內長途電話 | 1元／1分鐘     | 1元／1分鐘     |
| 撥接行動電話     | 1元／10秒      | 1元／15秒      |

- 計費時段說明：

1. 一般時段：週一～週五08:00～23:00
2. 減價時段：週一～週五每日23:00～隔日08:00；週六00:00～週一08:00；國定放假日全日

國際通信服務
國際電話則視優惠不同而不同，冠碼有006、007、008、009等。

## 緊急電話
以下电话除特殊注明外均为免费（免插卡、免投币）。
- 108：長途台
- 110：報案、交通事故
- 113：保護專線（家庭暴力、性侵害、性騷擾或發現有人受虐待，提供24小時即時諮詢、或提供保護協助）
- 118：海巡署受理海上及漁船緊急案件處理
- 119：火警、緊急救護
- 123：電信業務服務
- 165：反詐騙諮詢專線
- 1922：防疫專線
- 1955：外籍勞工24小時諮詢保護專線
- 1957：內政部受話方付費之福利關懷專線
- 1980：張老師服務專線
- 1985：國防部諮詢專線
- 1991：報平安語音留言專線，平日不開放，重大災害發生時撥打專線留言/取話為免付費 (免插卡、免投幣)
- 1995：生命線協談專線